# P-Fenylenodiamina
p-Fenylenodiamina, PPD – organiczny związek chemiczny z grupy diaminobenzenów, o silnym działaniu uczulającym.